# Трансформатор розділовий у вибухобезпечному виконанні
Трансформатор розділовий у вибухобезпечному виконанні (рос. трансформатор взрывобезопасный разделительный, англ. explosion-proof isolation transformer; нім. explosionssicherer (schlagwettersicherer) Trenntransformator m, Trennübertragerm) — призначений для гальванічного розділення
дільничних мереж від загальношахтної розподільної мережі
напругою 6 кВ з метою підвищення безпеки їх експлуатації.
Випускається Т.в.р. типу ТСВ-630/6/6 (Донецький
енергозавод). Потужність трансформатора 630 вВА напругою
6/6 кВ.Вторинна сторонатрансформатора виконанау вигляді
з'єднання обмоток «зірка» з нульовим виводом, призначеним
для підключення високовольтного апарату захисту від витоку
струму на землю типу АЗО-6. Разом з цим апаратом та
комплектним високовольтним розподільним пристроєм Т.в.р.
забезпечує захист відвідноїмережіпри однофазних замиканнях
(витоках) на землю до 120 кОм або симетричному зниженні
ізоляції мереж до рівня 360 кОм на фазу.